# 小囊太阳瓶子草
小囊太阳瓶子草（学名：Heliamphora folliculata）是委内瑞拉阿帕拉曼山系（Aparaman group）西部地区特有的食虫植物。其种加词“folliculata”来源于拉丁文“follicles”，意为“小囊、囊泡”，指其瓶盖存在囊状的蜜液储存结构。其功能可能是为了防止其蜜液被雨水冲走。其海拔分布范围为1700米至2100米。

## 植物学史
2001年1月，安德烈亚斯·维斯图巴、彼得·哈巴特（Peter Harbarth）和托马斯·卡罗（Thomas Carow）阿帕拉曼山系的所有山峰上都发现了一种瓶盖结构特殊的太阳瓶子草属物种。之后，他们便将该物种描述为小囊太阳瓶子草。

## 形态特征

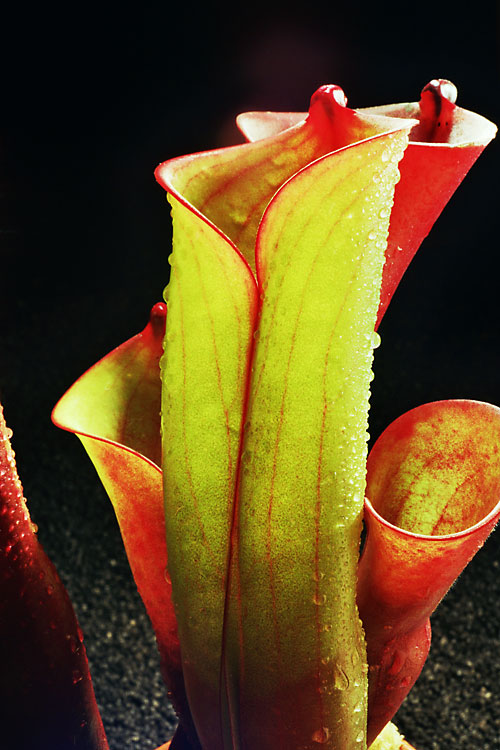
小囊太阳瓶子草的捕虫瓶，示其左右不等的两叶

小囊太阳瓶子草为多年生草本植物。茎分叉，丛生。捕虫瓶下三分之一为漏斗形，上三分之二为圆柱形，中部仅略微收缩，所以瓶肩不明显，瓶身相对于其他太阳瓶子草更接近圆柱形。其长15至30厘米，上部宽3至6厘米。其前后扁缩，前部内凹，所以从瓶口上方观察时，其瓶口类似于肾形。捕虫瓶前两叶常不等。瓶盖长约1厘米，宽约0.5厘米，高约0.5厘米，略呈盔形，指向前方。成熟瓶盖内表面具一个深约6至10毫米的中空结构，并开口于捕虫瓶内部。捕虫瓶内表面末端10至20毫米处具长约1毫米的下向毛，泄流槽附近具长4至5毫米的下向毛，此外其余部分均无毛，特别是瓶肩内表面对应处也无毛。成熟的捕虫瓶为深红色，新生的捕虫瓶为黄绿色并具红色网纹。
小囊太阳瓶子草的花序为总状花序，共具3至4朵。花序长约35厘米，无毛。花梗长3至6厘米。苞片卵形，长3至5厘米。花被片4枚，长圆形至披针形，白色至淡红色，长4至4.5厘米，宽1.8至2.5厘米。雄蕊10枚，花丝长约8毫米。花药为长圆形至披针形，长约8毫米，宽约1.5毫米。子房3室，具柔毛，花柱无毛，柱头三裂。种子褐色，长圆形，长约2至3毫米，具明显的膜状翅。

## 生态关系
小囊太阳瓶子草分布的阿帕拉曼山系位于圭亚那高地的北部。安德烈亚斯·维斯图巴等在阿帕拉曼山系的阿帕拉曼山（Aparaman Tepui）、莫西潘山（Murosipan Tepui）、卡梅奇瓦兰山（Kamakeiwaran Tepui）及特理奇山（Tereke Tepui）四座山上都发现了小囊太阳瓶子草。其中种群数量最大的为阿帕拉曼山，部分植株可以分布于几乎垂直的岩壁上。
小囊太阳瓶子草常分布于开阔处，多位于排水良好的岩石间，极少见于极其潮湿的池塘边及渗水的斜坡上。其与凤梨科、黄谷精属及覆鳞属（Stegolepis）植物同域分布。
小囊太阳瓶子草与其他太阳瓶子草相互隔离，尚未发现关于小囊太阳瓶子草的自然杂交种。

## 相关物种
小囊太阳瓶子草的瓶盖在属内是非常特殊的，所以其似乎与其他太阳瓶子草属物种之间并不存在非常密切的近缘关系。其也可以很容易的与其他物种相区别。
| 小囊太阳瓶子草、另解太阳瓶子草与小太阳瓶子草之间的形态特征区别 |                                                                     |                                            |                                  |
| 形态特征                                                       | 小囊太阳瓶子草                                                      | 另解太阳瓶子草                             | 小太阳瓶子草                     |
| 捕虫瓶                                                         |                                                                     |                                            |                                  |
| 尺寸                                                           | 长20至30厘米，宽5至6厘米                                            | 长15至40厘米，宽5至6厘米                   | 长8至20厘米，宽3至8厘米          |
| 形状                                                           | 下三分之一为漏斗形，上三分之二为圆柱形；前后扁缩，前部内凹          | 下三分之一为漏斗形至葫芦形，上部略呈漏斗形 | 下部略呈葫芦形，上部为管状至扩展 |
| 瓶盖                                                           |                                                                     |                                            |                                  |
| 尺寸                                                           | 长约1厘米，宽约0.5厘米                                              | 长1至3.5厘米，宽1至3厘米                   | 长0.5至1厘米，宽0.3至0.5厘米     |
| 形状                                                           | 前弯，略呈盔形，基部部收缩，成熟捕虫瓶瓶盖下具深5至10毫米的中空结构 | 平形至盔形，基部略微收缩                   | 明显的盔形，基部骤缩             |
| 雄蕊                                                           |                                                                     |                                            |                                  |
| 尺寸                                                           | 长8毫米                                                             | 长6至8毫米                                 | 长4毫米                          |
| 数量                                                           | 10                                                                  | 8至14                                      | 15                               |